# Ali Akbar Haszemi Rafsandżani
Ali Akbar Haszemi Rafsandżani (pers. ‏على‌اكبر هاشمى رفسنجانى‎ IPA: [æˈliː ækʲˈbær hɔːʃeˈmiː ræfsænʤɔːˈniː]), (ur. 25 sierpnia 1934 w Bahremanie, zm. 8 stycznia 2017 w Teheranie) – irański duchowny i polityk, prezydent Iranu w latach 1989–1997, przewodniczący parlamentu w latach 1980–1989.

## Życiorys

### Wczesna działalność
Urodzony 25 sierpnia 1934 r. Bahremanie, pochodził z rodziny właściciela ziemskiego, posiadacza plantacji pistacji, z prowincji Kerman. Od 14 roku życia zdobywał szyickie wykształcenie religijne (m.in. pod kierunkiem Ruhollaha Chomejniego w hauzie w Komie), posiadał tytuł hodżdżatoeslama. W tym właśnie okresie poznał i przyjął ideę teokratyczną. Działał w opozycji religijnej pod rządami Mohammada Rezy Pahlawiego. Na przełomie lat 1976 i 1977 współtworzył razem z Mortezą Motahharim, Mohammadem Behesztim, Alim Chameneim, Mohammadem Dżawadem Bahonarem, Mohammadem Mofattehem oraz Mohammadem Rezą Mahdawim Kanim Stowarzyszenie Duchowieństwa Walczącego, które miało budować poparcie dla ruchu na rzecz rewolucji islamskiej, przejmując faktyczną kontrolę nad meczetami, szkołami religijnymi i stowarzyszeniami religijnymi. Był kilkakrotnie więziony: w latach 1963–1964, 1967, 1972 i 1975–1977. W 1978 roku, gdy w Iranie rozpoczęły się protesty przeciwko szachowi, został aresztowany razem z 69 innymi czołowymi opozycjonistami, zwolennikami idei Ruhollaha Chomejniego. Chomeini powiedział o nim: "Rewolucja żyje tak długo, jak żyje Haszemi".

### Rewolucja islamska i okres porewolucyjny

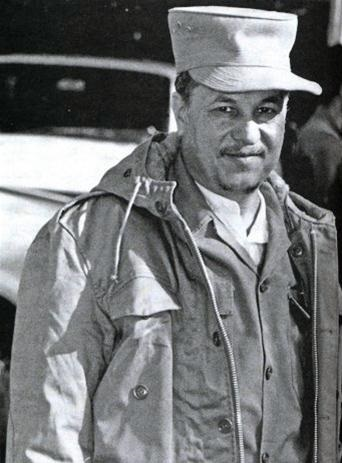
Haszemi Rafsandżani w mundurze podczas wojny iracko-irańskiej

Po zwolnieniu był jednym z najbliższych współpracowników Ruhollaha Chomejniego podczas rewolucji islamskiej. 5 lutego 1979 r. to on na konferencji prasowej z udziałem Chomejniego i innych przywódców rewolucji przedstawił program utworzenia republiki islamskiej: przeprowadzenia referendum w sprawie porewolucyjnego ustroju państwowego, opracowania projektu konstytucji przez Zgromadzenie Konstytucyjne, a następnie przeprowadzenia nowych wyborów parlamentarnych. Był jednym z inicjatorów powołania Partii Republiki Islamskiej. Po przeprowadzeniu nowych wyborów został przewodniczącym irańskiego parlamentu (Madżlesu) i pozostał na tej funkcji do 1989 roku. Został ranny w zamachu, jaki próbowali przeprowadzić na niego Ludowi Modżahedini. W czerwcu 1981 r. otworzył w Madżlesie dyskusję nad polityką prezydenta Abol Hasana Bani Sadra, zakończoną jego usunięciem z urzędu. Podczas wojny iracko-irańskiej był rzecznikiem Najwyższej Rady Obrony i opowiadał się za prowadzeniem wojny aż do ostatecznego zwycięstwa. Był inicjatorem kilku kolejnych ofensyw irańskich, jednak w 1988 r. doszedł do przekonania, że Stany Zjednoczone nie pozwolą Iranowi wygrać wojny. W czerwcu tego samego roku Ruhollah Chomejni powierzył mu obowiązki dowódcy naczelnego armii irańskiej oraz Korpusu Strażników Rewolucji Islamskiej, nakazując mu dokonanie oceny sytuacji na froncie, a nieoficjalnie – także przekonanie całego dowództwa Korpusu do zawieszenia broni. Haszemi Rafsandżani reprezentował poglądy konserwatywne, centroprawicowe, w działaniach politycznych cechował go pragmatyzm. Współtworzył irańską prawicę pragmatyczną, różniącą się w praktyce działania od prawicy fundamentalistycznej, najsilniejszej po rewolucji. Był admiratorem XIX-wiecznego polityka irańskiego Amira Kabira, któremu poświęcił monografię.

### Prezydent Iranu (1989–1997)
28 lipca 1989 r. Haszemi Rafsandżani został wybrany na prezydenta Iranu zgodnie z życzeniem wyrażonym przed śmiercią przez Chomejniego. Uzyskał 15,5 mln głosów z 16,5 mln ogółem oddanych. Ruhollah Chomejni życzył sobie, by władzą w kraju po jego śmierci podzielili się Haszemi Rafsandżani jako prezydent oraz Ali Chamenei jako Najwyższy Przywódca.
Zwolennicy nowego prezydenta łączyli z jego osobą ogromne nadzieje na reformy w kraju, przede wszystkim w obszarze gospodarki. Haszemi Rafsandżani uważał, że państwo w zbyt wielkim stopniu kontroluje gospodarkę, co negatywnie przekłada się na jej rozwój. Prezydent przeprowadził szeroko zakrojoną prywatyzację, doprowadził do zwiększenia skali handlu zagranicznego, zajmował się również odbudową kraju ze zniszczeń wojennych. Starał się zrównoważyć budżet i ograniczył państwową kontrolę cen. Przeprowadził także reformę szkolnictwa wyższego, która przyczyniła się do podniesienia jego poziomu. Zmniejszył liczbę ministerstw z 25 do 21. Umożliwił import dóbr konsumpcyjnych z zagranicy, zezwolił na publiczne eksponowanie tablic reklamowych, ponownie otworzył giełdę papierów wartościowych, utworzył pięć stref wolnego handlu i obniżył podatki dla firm. Zmniejszył również wydatki na obronność. Dopuścił częściową liberalizację obyczajową – w okresie sprawowania przez niego urzędu mniej rygorystycznie wymagano od kobiet noszenia stroju muzułmańskiego. Promował małżeństwa czasowe. Zgodził się na wydawanie szeregu pism politycznych, na łamach których dyskutowano o kwestiach nacjonalizmu, relacji między demokracją a islamem, świeckości państwa. Kontynuował programy rozwojowe na rzecz budowy infrastruktury wiejskiej, rozwoju służby zdrowia, budowy metra w Teheranie i urządzania parków miejskich. Przed wyborami parlamentarnymi w 1992 roku, wspólnie z Najwyższym Przywódcą Iranu Ali Chameneiem, doprowadził do wyeliminowania przez Radę Strażników Konstytucji znaczącej liczby kandydatów lewicowych. Odejście przez Haszemiego Rafsandżaniego od polityki rewolucyjnej porównywane jest w literaturze do zmian, jakie zaszły we Francji po przewrocie termidoriańskim.
W 1993 r. Haszemi Rafsandżani został powtórnie wybrany na prezydenta, jednak uzyskał znacznie mniejsze poparcie (62%), przy gorszej frekwencji. Niezadowolenie społeczne budziła gospodarcza sytuacja kraju, chociaż nie była ona efektem wyłącznie działań prezydenta, ale również międzynarodowej koniunktury na rynku ropy naftowej. Prezydentowi zarzucano również niepowodzenia w powojennej odbudowie kraju, która nie postępowała równomiernie na wszystkich terenach. Pogorszyły się również stosunki między Haszemim Rafsandżanim a Alim Chameneim – Najwyższy Przywódca publicznie apelował do prezydenta o zwrócenie większej uwagi na los najuboższych oraz o zmniejszenie zależności Iranu od importu, handlu ropą oraz zagranicznych kredytów. Chamenei, który dotąd popierał reformy prezydenta, nie aprobował jego kolejnych pomysłów inspirowanych chińskim modelem gospodarki – zliberalizowania prawa pracy, dalszej prywatyzacji, wycofania się z państwowych dopłat do żywności i benzyny, przyznaniu koncesji naftowych firmom zagranicznym. Prezydentowi nie udało się również naprawić stosunków Iranu z Zachodem, w tym z USA, które to państwo, mając w pamięci kryzys zakładników, nadal widziało w Iranie głównie zagrożenie dla Izraela i dla interesów USA w regionie. Był wreszcie niepopularny z powodu korupcji w elicie władzy, jakiej symbolem się stał. Podczas drugiej kadencji pozostawał w stałym konflikcie z parlamentem, blokującym jego inicjatywy. Wycofał się z dalszej prywatyzacji i liberalizacji gospodarki, przywracając niektóre elementy centralnego planowania, które wcześniej likwidował. Rafsandżani negocjował też z Rosją budowę reaktora w elektrowni Buszer, uruchomionej ostatecznie w 2011 roku.
Zgodnie z konstytucją Iranu Haszemi Rafsandżani nie mógł kandydować na trzecią kadencję prezydencką. Według Thierry’ego Coville’a, chociaż nie zdołał zrealizować do końca żadnego z elementów swojego programu, właśnie jego działalność położyła podwaliny pod powstanie obozu reformatorskiego, na czele którego stał kolejny prezydent Mohammad Chatami.

### Dalsza działalność

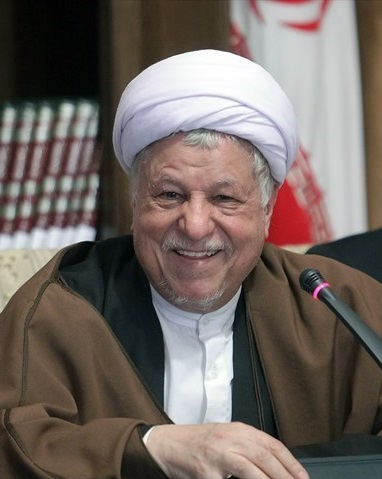
Ali Akbar Haszemi Rafsandżani (2014)

W 2004 r. został przewodniczącym irańskiej Rady Ustalania Właściwego Porządku. Wygrał pierwszą turę wyborów prezydenckich w Iranie 17 czerwca 2005 roku, zdobywając 21% wszystkich oddanych głosów. Był powszechnie typowany na zwycięzcę całych wyborów, jednak w drugiej turze 24 czerwca przegrał z Mahmudem Ahmadineżadem, który uzyskał 64% głosów. Przez kolejne osiem lat był najbardziej wpływowym krytykiem polityki Ahmadineżada. Występował również jako mediator między frakcjami konserwatystów i reformistów. Po śmierci w lipcu 2007 r. wieloletniego przewodniczącego Zgromadzenia Ekspertów, Alego Meszkiniego, został wybrany na nowego przewodniczącego tego gremium, pokonując stosunkiem głosów 41:30 kandydata konserwatystów i sojusznika ówczesnego prezydenta, Ahmada Dżanatiego.
Wiosną 2009 r. uzyskał reelekcję na stanowisku przewodniczącego Zgromadzenia Ekspertów, uzyskując 51 z 79  głosów (przy 86 uprawnionych do głosowania) i pokonując kandydata ultrakonserwatystów Mohammada Jazdiego. W tym samym roku udzielił poparcia w wyborach prezydenckich postępowemu Mir-Hosejnowi Musawiemu, a potem publicznie krytykował przebieg wyborów i zarzucał władzom fałszerstwa na korzyść Ahmadineżada. Skonfliktowany z administracją prezydenta i innymi konserwatystami, na początku marcu 2011 roku wycofał się z wyborów przewodniczącego Zgromadzenia Ekspertów, zastąpił go Mohammad Reza Mahdawi Kani.
W kolejnych wyborach prezydenckich w 2013 r. znacząco przyczynił się do wypromowania Hasana Rouhaniego jako kandydata reformatorów. W ostatnich latach życia uważany był przez społeczeństwo za najpotężniejszego z polityków progresywnych, widziano w nim postać zdolną powstrzymać konserwatystów przed uzyskaniem pełni władzy. W 2016 r. wraz z Rouhanim patronował progresywnemu komitetowi wyborczemu Nadzieja, który odniósł zwycięstwo nad konserwatystami, zdobywając 130 z 290 miejsc w parlamencie i po raz pierwszy od 2002 r. przerwał dominację konserwatystów w Zgromadzeniu.
Swojej politycznej zręczności i umiejętności utrzymania wpływów zawdzięcza przydomek Akbar Szach – wielki król.
Rankiem 8 stycznia 2017 r. został hospitalizowany z powodów kardiologicznych, zmarł tego samego dnia po południu.

## Życie prywatne
Żonaty od 1958 roku, miał trzech synów i dwie córki. Jedna z nich, Faeze Haszemi, jest działaczką na rzecz praw kobiet, a w latach 1996–2000 była deputowaną do irańskiego parlamentu.
Władał językiem arabskim. Autor wspomnień.